# Vinalhaven (Maine)
Vinalhaven est une ville du comté de Knox, située dans le Maine, aux États-Unis. Au recensement de 2010, sa population était de 1 165 habitants.

## Source
- (en) Cet article est partiellement ou en totalité issu de l’article de Wikipédia en anglais intitulé « Vinalhaven, Maine » (voir la liste des auteurs).